# Destination Stockholm
Destination Stockholm är den gemensamma benämningen på tre olika företag, som har arbetat med att marknadsföra Stockholmsregionen bland annat genom att arrangera resor och sälja hotellnätter. 
Företagets verksamhet började år 1981 som ett samarbete mellan bland annat kommunala och näringslivs intressen. Företaget var ett dotterbolag till Stockholm Information Service, som i sin tur hade Stockholms stad och Stockholms läns landsting som huvudmän. Även ett antal andra intressenter inom turistnäringen stod bakom verksamheten. Det andra företaget, Nya Destination Stockholm, ägdes först av ett antal privatpersoner och senare av Strömma Turism & Sjöfart.

## Bakgrund
De tre företagens affärsidé har varit att marknadsföra Storstockholm som turistmål, genom att erbjuda lågprispaket som utnyttjar den överkapacitet på hotellrum, upp till 10 000 rum, som uppstår under veckoslut, långhelger och högsommar. 
Verksamheten har tidvis spelat en betydande roll för hotellbranschen och för turismen till Stockholm, dels under 1980-talet och dels under några år i början av 2000-talet. Som mest har man svarat för nio procent av årsbeläggningen på de deltagande hotellen och under lång tid även för mer än var tionde turist i Stockholm under turistmånaden juli. 
Man var redan 1981 först med försäljning via resebyråer, något för den tiden helt nytt inom den inrikes turismen. 1982 uppfann man Stockholmskortet, ett viserkort som berättigar till fria resor med lokaltrafiken, fria rundturer och fri entré till sevärdheter. Kortet har kopierats över hela världen. I Europa finns det i 30 städer i 22 länder, vilket givit upphov till en internationell samarbetsorganisation. Destination Stockholms affärsidé ledde till att liknande verksamheter kom till stånd i bl.a. Göteborg och Malmö, den förra med assistans från Destination Stockholm.
Man var under 1980-talet pionjärer för resebyråansluten databokning och var i början av 2000-talet först inom inrikesturismen med onlinebokning via Internet på 17 språk. Destination Stockholm har under lång tid varit Sveriges i särklass största inrikes reserrangör och som mest legat på femte plats bland svenska researrangörer mätt i resenärer och på tionde plats mätt i intäkt. Verksamheten har belönats med pris som "Bästa Sverigearrangör" ett dussin gånger.
Verksamheten var i fast penningvärde 2010 bara en dryg fjärdedel av toppåret 1990, men fortsätter än idag att ha ett indirekt inflytande på utvecklingen av den svenska turismen, därigenom att det statsfinansierade Turistrådet (Visit Sweden AB) vid flera tillfällen sjösatt projekt som syftat till att få småföretagen att producera paketerade produkter för försäljning via Internet både inrikes och internationellt inom flera språkområden än enbart de engelska. Förebilden för detta har varit Destination Stockholm.

## Historia

### DSAB Destination Stockholm AB 1981-2001 (556027-5736)

#### 1980-talet
Bolaget bildades hösten 1980 och ägdes av den kommunala stiftelsen Stockholm Information Service (55%), Stockholms Hotell- och Restaurangförening (20%), Sveriges Turistråd (10%), SJ Resebyråer (10%) och RESO (5%). Under 1981-83 fungerade det som den operativa grenen av Projekt Stockholm, ett treårigt samarbetsprojekt inom rese- och turistnäringen, som syftade till att öka nöjesresandet under veckoslut, helger och högsommar.
I juli 1981 svarade bolaget för 12,4 procent av Stockholmshotellens bäddbeläggning. Man satsade från början på den för den svenska inrikesturismen helt nya idén med distribution via resebyråer, vilka kom att svara för 94% av all bokning.
1982 introducerades Stockholmskortet, det allra första stadskortet, vilket uppmärksammades stort i massmedia och blev en omedelbar framgång. Det berättigade innehavaren till fria resor med SL, fria rundturer och fri entré på ett 50-tal turistattraktioner. Idén har kopierats flitigt runt om i världen och senare givit upphov till en internationell organisation för "City Cards".
1983 blev bolaget den första användaren av Sveriges Turistråds nya och högt automatiserade databokningssystem Bokser, som skapade stora produktivitetsvinster. Under hösten inleddes ett samarbete med SJ där biljetter till City Express (nuvarande X2000) kunde bokas i kombination med hotellpaket lördag till söndag. Detta var något helt nytt för SJ och försäljningen blev så hög att det under november-december tidvis rådde kapacitetsbrist.
 Under 1984 kom man att svara för 9% av de 43 deltagande hotellens årsbeläggning.
I samarbete med SL och Strömma Kanalbolaget startades 1987 en Turistlinje med buss och båt. Linjen hade 15 anhalter där man kunde stiga av och på för att bese sevärdheter. Detta blev omedelbart en mycket stor framgång med 62.789 passagerare.
Räknat i antal resenärer nådde DSAB 1990 nivån som Sveriges femte största researrangör. Försäljningen steg under detta decennium från startårets 8,8 msek till 87,0 msek och volymerna från 66.000 till 183.491 gästnätter.

#### 1990-talet
Decenniets inledning blev mycket dålig på grund av 1991 års stora skatteomläggning, inte bara för DSAB utan för hela den svenska turismen. (Regeringens utvärdering av skattereformen visade 1994 att den stora boven i dramat var de dramatiskt höjda bensinpriserna, som fick folk att stanna hemma.)
1995 försågs Stockholmskortet med magnetslinga som gjorde det möjligt att för första gången mäta utnyttjandet vid entrékassorna och utbetala ersättning baserat på detta. Under året påbörjades arbetet med att ta fram ett nytt Bokser-system, vilket sedan 1988 bedrivits i bolagets egen regi. Detta beräknades kräva en investering om 28 msek.
Bolaget började 1998 förlora pengar på grund av den belastning som utvecklingen av det nya Bokser-systemet innebar. Under året ingicks ett avtal med SAS-ägda  Scandinavian Multi Access Systems SMART AB för att bilda ett gemensamägt bolag för Bokser i vilket DSAB ägde 49%. Man överlät befintlig dataverksamhet, men behöll ansvaret för att projektets etableringsfas slutförs.
Det gamla Bokser-systemet togs ned den 28 november 1999 utan att det försenade nya Bokser levererats. Bolaget tvingades därmed övergå till manuell hantering och kunde inte ta emot bokningar för ankomst efter millennieskiftet. Kostnaderna för datautvecklingen skapade nya stora förluster.
Från 1/6 2000 blev Stiftelsen Stockholm Information Service ensam ägare till bolaget. Det delägda Bokser Travel AB stämde konsultföretaget Tieto Enator inför Stockholms tingsrätt med krav på 70 msek i skadestånd. 
Under 2001 erhöll DSAB för tolfte gången Grand Travel Awards utmärkelse "Bästa Sverigearrangör", framröstad av landets resebyråer. Beslut fattades om avveckling av Stockholmspaketet. Produktion, försäljning och marknadsföring av Stockholmskortet beslöts vara oförändrad. I samband med detta övertog Stockholm Stadshus AB samtliga aktier från Stiftelsen Stockholm Information Service.  Den 30/12 2001 köptes inkråm och verksamhet från Stockholm Information Service. Aktiekapitelet sattes ned från 11,0 msek till 0,1 msek. Bolaget bytte därefter namn till Stockholm Visitors Board AB.
Under decenniet ökade försäljningen från 63,6 msek till 87,2 msek medan volymerna minskade från 135.000 till ca 90.000 gästnätter.

### NDSHT Nya Destination Stockholm Hotell & Teaterpaket AB (556313-7917)

#### 2001-2011
Ett nytt bolag instiftades den 4 september 2001, sedan man vunnit kännedom om att DSAB:s personal varslats.  Ägarna var privatpersoner i resebyråbranschen samt bolagets vd och ekonomichef. Personalen erbjöds anställning och verksamheten kom igång den 26 september. DSAB:s inneliggande orderportfölj för 2002 överfördes till bolaget under november.
Eftersom Stockholmskort som säljs över disk har dubbelt så stor inlösenkostnad som kort vilka paketerats med hotellrum, startades ett snarlikt kort "Stockholm à la Carte" för enbart paketering. Inför sommaren 2002 genomfördes prissänkningar, priset för medföljande barn sattes till 0 kr och hotellsortimentet gallrades för att återvinna resebyråernas förtroende för produkten.
För att dra nytta av den snabba framväxten av lågprisflyg från Europa, togs under våren 19 webbsajter i drift med 150 sidor vardera och omedelbar onlinebokning på lika många språk. Försäljningen på utlandsmarknader ökade med 334% jämfört med DSAB, som inte erbjudit online-bokning.
Ytterligare prissänkningar och gallringar i hotellsortimentet genomfördes under 2003.  Volymerna ökade till 180.000 gästnätter, så att man under juli månad svarade för var fjärde norrman och österrikare, var femte dansk och var sjätte tysk samt totalt för var tionde hotellgäst i Stor-Stockholm.
Under 2004 inleddes en negativ utveckling. Orsaken visade sig vara att Stockholm Visitors Board ökat sin hotellbokning med över 600% januari-maj. Totalt bedömdes man ha ökat med 40% under året, online-delen dock med 100%. Marknaden ökade samtidigt med bara 6% och det stod därmed klart att man tagit marknadsandelar i stor skala. En rättsutredning beställdes från en av Europas ledande experter på statsstöd. Denna ledde till att ett klagomål under hösten inlämnades till EU-kommissionen, som inledde en preliminär undersökning. Detta var den allra första anmälan som man fått mottaga mot en svensk kommun. 
Volymen minskade ytterligare under 2005. EU-kommissionens handläggning drog ut på tiden på grund av ofullständiga svar från Stockholms Stad. För att klara kommissionens långa handläggning bytte bolaget från offensiv till defensiv strategi och började skära i sin kostnadsmassa.
I ett försök att snabba upp EU-kommissionens långsamma handläggning av  frågan om statsstöd, stämde bolaget 2006 Stockholms Stad inför tingsrätten för brott mot genomförandeförbudet i EG-fördragets artikel 88(3).
Bolaget blev vid halvårsskiftet 2007 ett helägt dotterbolag till Strömma Turism & Sjöfart AB. Volymerna ökade under året, men kunde inte återställas till nivån innan Stockholm Visitors Board etablerade sig på den internationella marknaden för Internetbaserad hotellförmedling. Mot stämningen anförde staden att tingsrätten var fel forum och att Destination Stockholm inte hade rätt att stämma dem. Tingsrätten avslog detta yrkande, vilket överklagades till Svea Hovrätt, som dock höll med Tingsrätten. Hovrättens dom överklagades till Högsta Domstolen.
Högsta Domstolen beslöt 2009 att stämningen mot Stockholms Stad kan föras i Stockholms tingsrätt, där målet därmed återupptogs.
Under 2011 ingicks förlikning med Stockholms Stad, vars ungefärliga innebörd framgår av ett pressmeddelande. 
Mellan 2002 och 2010 minskade omsättningen från 80,2 msek till 39,8 msek, vilket i 2010 års penningvärde motsvarade en dryg fjärdedel av toppåret 1990.
Våren 2011 såldes rörelsen till Best City Booking Europe AB (556842-5960) som samägdes av Strömma Turism & Sjöfart och Visit Technology AB. Detta bolag bytte i början av 2012 namn till DSAB Destination Stockholm AB, ett namn som Strömma fått rätten till i samband med förlikningen. DSAB är sedan 1 januari 2012 ett helägt dotterbolag till Strömma och driver nu verksamheten vidare.

### DSAB Destination Stockholm AB (556842-5960)

#### 2012-2016
Försäljningen minskade under 2012 till 29,5 msek, under 2013 till 18,1 msek, under 2014 till 17,2 msek och 2015 till 12,4 msek.
Den 31 december 2015 lades Stockholmspaketet ned. I januari påbörjades en storsatsning på ett attraktionskort med namnet Stockholm Pass i samarbete med Londonbaserade Leisure Pass Group. Försäljningen ökade detta år till 47,7 msek.